# Красицьке сільське поселення
Краси́цьке сільське поселення (рос. Красицкое сельское поселение) — сільське поселення у складі Вяземського району Хабаровського краю Росії.
Адміністративний центр та єдиний населений пункт — село Красицьке.

## Населення
Населення сільського поселення становить 555 осіб (2019; 678 у 2010, 927 у 2002).